# Puchar Ukrainy w piłce siatkowej mężczyzn (2009)
Rozgrywki o Puchar Ukrainy w piłce siatkowej mężczyzn w 2009 roku (Кубок України) zainaugurowane zostały we wrześniu. 
Rozgrywki składały się z trzech rund.
Turniej finałowy rozegrany został w dniach 19-20 grudnia 2009 roku w Sport Palace w Charkowie.
Zdobywcą Pucharu Ukrainy została drużyna Łokomotyw Charków.

## Terminarz
| Runda            | Termin               | Liczba meczów |
| ---------------- | -------------------- | ------------- |
| I runda          | 25-27 września 2009  | 24            |
| II runda         | 20-22 listopada 2009 | 7             |
| turniej finałowy | 19-20 grudnia 2009   | 4             |

## Drużyny uczestniczące
| Ukraińska Liga Siatkówki | pozostałe kluby |
| --- | --- |
| - Łokomotyw Charków - Krymsoda Krasnoperekopsk - Budiwelnik-Bukowina Czerniowce - ImpeksahroSport Czerkasy - Jurydyczna akademіja Charków - SDJuSSz Wdau Winnica - Fakieł Iwano-Frankowsk | - Budiwelnik - Burewisnyk-SzWSM Czernihów - Favorit - Jurakademia Charków II - Łokomotyw II Charków - Łokomotyw III Charków - Łokomotyw Kijów - Nowator - Uniwer-Hazmasz |

## I runda

### Grupa A-1

#### Tabela wyników
| \| \| Łokomotyw Charków \| Winnica \| Łokomotyw II Charków \| Uniwer-Hazmasz \| \| -------------------- \| ----------------- \| ------- \| -------------------- \| -------------- \| \| Łokomotyw Charków \| – \| 3:0 \| 3:0 \| 3:0 \| \| SDJuSSz Wdau Winnica \| \| – \| 2:3 \| 3:0 \| \| Łokomotyw II Charków \| \| \| – \| 3:0 \| \| Uniwer-Hazmasz \| \| \| \| – \| | Drużyna gospodarzy wymieniona jest po lewej stronie tabeli. zwycięstwo gospodarzy zwycięstwo gości |         |                      |                |
| | Łokomotyw Charków                                                                                  | Winnica | Łokomotyw II Charków | Uniwer-Hazmasz |
| Łokomotyw Charków | –                                                                                                  | 3:0     | 3:0                  | 3:0            |
| SDJuSSz Wdau Winnica | | –       | 2:3                  | 3:0            |
| Łokomotyw II Charków | |         | –                    | 3:0            |
| Uniwer-Hazmasz | |         |                      | –              |

#### Tabela końcowa
| Poz. | Reprezentacja        | Pkt | Mecze | Mecze | Mecze | Sety | Sety | Sety  |
| Poz. | Reprezentacja        | Pkt | M     | Z     | P     | wyg. | prz. | ratio |
| ---- | -------------------- | --- | ----- | ----- | ----- | ---- | ---- | ----- |
| 1    | Łokomotyw Charków    | 6   | 3     | 3     | 0     | 9    | 0    | MAX   |
| 2    | Łokomotyw II Charków | 5   | 3     | 2     | 1     | 6    | 5    | 1,200 |
| 3    | SDJuSSz Wdau Winnica | 4   | 3     | 1     | 2     | 5    | 6    | 0,833 |
| 4    | Uniwer-Hazmasz       | 3   | 3     | 0     | 3     | 0    | 9    | 0,000 |

### Grupa A-2

#### Tabela wyników
| \| \| Czerniowce \| Fakieł \| Nowator \| Budiwelnik \| \| ------------------------------ \| ---------- \| ------ \| ------- \| ---------- \| \| Budiwelnik-Bukowina Czerniowce \| – \| 3:0 \| 3:0 \| 3:0 \| \| Fakieł Iwano-Frankowsk \| \| – \| 3:2 \| 3:1 \| \| Nowator \| \| \| – \| 3:0 \| \| Budiwelnik \| \| \| \| – \| | Drużyna gospodarzy wymieniona jest po lewej stronie tabeli. zwycięstwo gospodarzy zwycięstwo gości |        |         |            |
| | Czerniowce                                                                                         | Fakieł | Nowator | Budiwelnik |
| Budiwelnik-Bukowina Czerniowce | –                                                                                                  | 3:0    | 3:0     | 3:0        |
| Fakieł Iwano-Frankowsk | | –      | 3:2     | 3:1        |
| Nowator | |        | –       | 3:0        |
| Budiwelnik | |        |         | –          |

#### Tabela końcowa
| Poz. | Reprezentacja                  | Pkt | Mecze | Mecze | Mecze | Sety | Sety | Sety  |
| Poz. | Reprezentacja                  | Pkt | M     | Z     | P     | wyg. | prz. | ratio |
| ---- | ------------------------------ | --- | ----- | ----- | ----- | ---- | ---- | ----- |
| 1    | Budiwelnik-Bukowina Czerniowce | 6   | 3     | 3     | 0     | 9    | 0    | MAX   |
| 2    | Fakieł Iwano-Frankowsk         | 5   | 3     | 2     | 1     | 6    | 6    | 1,000 |
| 3    | Nowator                        | 4   | 3     | 1     | 2     | 5    | 6    | 0,833 |
| 4    | Budiwelnik                     | 3   | 3     | 0     | 3     | 1    | 9    | 0,111 |

### Grupa A-3

#### Tabela wyników
| \| \| Krymsoda \| Charków \| Favorit \| Charków II \| \| ---------------------------- \| -------- \| ------- \| ------- \| ---------- \| \| Krymsoda Krasnoperekopsk \| – \| 3:0 \| 3:0 \| 3:0 \| \| Jurydyczna akademіja Charków \| \| – \| 0:3 \| 3:0 \| \| Favorit \| \| \| – \| 3:0 \| \| Jurakademia Charków II \| \| \| \| – \| | Drużyna gospodarzy wymieniona jest po lewej stronie tabeli. zwycięstwo gospodarzy zwycięstwo gości |         |         |            |
| | Krymsoda                                                                                           | Charków | Favorit | Charków II |
| Krymsoda Krasnoperekopsk | –                                                                                                  | 3:0     | 3:0     | 3:0        |
| Jurydyczna akademіja Charków | | –       | 0:3     | 3:0        |
| Favorit | |         | –       | 3:0        |
| Jurakademia Charków II | |         |         | –          |

#### Tabela końcowa
| Poz. | Reprezentacja                | Pkt | Mecze | Mecze | Mecze | Sety | Sety | Sety  |
| Poz. | Reprezentacja                | Pkt | M     | Z     | P     | wyg. | prz. | ratio |
| ---- | ---------------------------- | --- | ----- | ----- | ----- | ---- | ---- | ----- |
| 1    | Krymsoda Krasnoperekopsk     | 6   | 3     | 3     | 0     | 9    | 0    | MAX   |
| 2    | Favorit                      | 5   | 3     | 2     | 1     | 6    | 3    | 2,000 |
| 3    | Jurydyczna akademіja Charków | 4   | 3     | 1     | 2     | 3    | 6    | 0,500 |
| 4    | Jurakademia Charków II       | 3   | 3     | 0     | 3     | 0    | 9    | 0,000 |

### Grupa A-4

#### Tabela wyników
| \| \| Kijów \| Czerkasy \| Burewisnyk \| Łokomotyw III Charków \| \| -------------------------- \| ----- \| -------- \| ---------- \| --------------------- \| \| Łokomotyw Kijów \| – \| 0:3 \| 3:2 \| 3:2 \| \| ImpeksahroSport Czerkasy \| \| – \| 3:0 \| 3:0 \| \| Burewisnyk-SzWSM Czernihów \| \| \| – \| 3:1 \| \| Łokomotyw III Charków \| \| \| \| – \| | Drużyna gospodarzy wymieniona jest po lewej stronie tabeli. zwycięstwo gospodarzy zwycięstwo gości |          |            |                       |
| | Kijów                                                                                              | Czerkasy | Burewisnyk | Łokomotyw III Charków |
| Łokomotyw Kijów | –                                                                                                  | 0:3      | 3:2        | 3:2                   |
| ImpeksahroSport Czerkasy | | –        | 3:0        | 3:0                   |
| Burewisnyk-SzWSM Czernihów | |          | –          | 3:1                   |
| Łokomotyw III Charków | |          |            | –                     |

#### Tabela końcowa
| Poz. | Reprezentacja              | Pkt | Mecze | Mecze | Mecze | Sety | Sety | Sety  |
| Poz. | Reprezentacja              | Pkt | M     | Z     | P     | wyg. | prz. | ratio |
| ---- | -------------------------- | --- | ----- | ----- | ----- | ---- | ---- | ----- |
| 1    | ImpeksahroSport Czerkasy   | 6   | 3     | 3     | 0     | 9    | 0    | MAX   |
| 2    | Łokomotyw Kijów            | 5   | 3     | 2     | 1     | 6    | 7    | 0,857 |
| 3    | Burewisnyk-SzWSM Czernihów | 4   | 3     | 1     | 2     | 5    | 7    | 0,714 |
| 4    | Łokomotyw III Charków      | 3   | 3     | 0     | 3     | 3    | 9    | 0,333 |

## II runda

### Grupa B-2

#### Tabela wyników
| \| \| Krymsoda \| Łokomotyw Charków \| \| ------------------------ \| -------- \| ----------------- \| \| Krymsoda Krasnoperekopsk \| – \| 3:1 \| \| Łokomotyw Charków \| \| – \| | Drużyna gospodarzy wymieniona jest po lewej stronie tabeli. zwycięstwo gospodarzy zwycięstwo gości |                   |
| | Krymsoda                                                                                           | Łokomotyw Charków |
| Krymsoda Krasnoperekopsk | –                                                                                                  | 3:1               |
| Łokomotyw Charków | | –                 |

#### Tabela końcowa
| Poz. | Reprezentacja            | Pkt | Mecze | Mecze | Mecze | Sety | Sety | Sety  |
| Poz. | Reprezentacja            | Pkt | M     | Z     | P     | wyg. | prz. | ratio |
| ---- | ------------------------ | --- | ----- | ----- | ----- | ---- | ---- | ----- |
| 1    | Krymsoda Krasnoperekopsk | 2   | 1     | 1     | 0     | 3    | 1    | 3,000 |
| 2    | Łokomotyw Charków        | 1   | 1     | 0     | 1     | 1    | 3    | 0,333 |

### Grupa B-2

#### Tabela wyników
| \| \| Czerniowce \| Czerkasy \| Łokomotyw II Charków \| Favorit \| \| ------------------------------ \| ---------- \| -------- \| -------------------- \| ------- \| \| Budiwelnik-Bukowina Czerniowce \| – \| 1:3 \| 3:0 \| 2:3 \| \| ImpeksahroSport Czerkasy \| \| – \| 3:0 \| 3:0 \| \| Łokomotyw II Charków \| \| \| – \| 2:3 \| \| Favorit \| \| \| \| – \| | Drużyna gospodarzy wymieniona jest po lewej stronie tabeli. zwycięstwo gospodarzy zwycięstwo gości |          |                      |         |
| | Czerniowce                                                                                         | Czerkasy | Łokomotyw II Charków | Favorit |
| Budiwelnik-Bukowina Czerniowce | –                                                                                                  | 1:3      | 3:0                  | 2:3     |
| ImpeksahroSport Czerkasy | | –        | 3:0                  | 3:0     |
| Łokomotyw II Charków | |          | –                    | 2:3     |
| Favorit | |          |                      | –       |

#### Tabela końcowa
| Poz. | Reprezentacja                  | Pkt | Mecze | Mecze | Mecze | Sety | Sety | Sety  |
| Poz. | Reprezentacja                  | Pkt | M     | Z     | P     | wyg. | prz. | ratio |
| ---- | ------------------------------ | --- | ----- | ----- | ----- | ---- | ---- | ----- |
| 1    | ImpeksahroSport Czerkasy       | 6   | 3     | 3     | 0     | 9    | 1    | 9,000 |
| 2    | Favorit                        | 5   | 3     | 2     | 1     | 6    | 7    | 0,857 |
| 3    | Budiwelnik-Bukowina Czerniowce | 4   | 3     | 1     | 2     | 6    | 6    | 1,000 |
| 4    | Łokomotyw II Charków           | 3   | 3     | 0     | 3     | 2    | 9    | 0,222 |

## Turniej finałowy

### Półfinały
| 19.12.2009 | Łokomotyw Charków | 3:0 (26:24, 25:17, 25:18) | ImpeksahroSport Czerkasy |

| 19.12.2009 | Krymsoda Krasnoperekopsk | 3:0 (25:20, 25:17, 25:18) | Favorit |

### Mecz o 3. miejsce
| 20.12.2009 | ImpeksahroSport Czerkasy | 3:1 (25:27, 25:19 25:17, 25:19) | Favorit |

### Finał
| 20.12.2009 | Łokomotyw Charków | 3:0 (25:22, 30:28, 25:22) | Krymsoda Krasnoperekopsk |

## Klasyfikacja końcowa
| Miejsce | Zespół                   |
| ------- | ------------------------ |
| złoto   | Łokomotyw Charków        |
| 2.      | Krymsoda Krasnoperekopsk |
| 3.      | ImpeksahroSport Czerkasy |
| 4.      | Favorit                  |